# Slimminge landskommun
Slimminge landskommun var en tidigare kommun i dåvarande Malmöhus län.

## Administrativ historik
Kommunen bildades i Slimminge socken i Vemmenhögs härad i Skåne när 1862 års kommunalförordningar trädde i kraft.
Vid kommunreformen 1952 uppgick kommunen i Rydsgårds landskommun som uppgick 1971 i Skurups kommun.

## Politik

### Mandatfördelning i Slimminge landskommun 1938-1946
| 6 | 14 |

| 20 |

| 5 | 4 | 11 |

| 19 |

| 6 | 13 | 1 |

| 19 |